# Salpingitis
La salpingitis és una infecció que causa inflamació a les trompes de Fal·lopi. Sovint s'inclou en el terme paraigua de malaltia inflamatòria pelviana (MIP), juntament amb endometritis, ooforitis, miometritis, parametritis i peritonitis.

## Signes i símptomes
Els símptomes solen aparèixer després d'un període menstrual. Els més comuns són: una olor i un color anormals de secreció vaginal, febre, nàusees, vòmits, inflor i micció freqüent. El dolor es pot sentir durant l'ovulació, durant els períodes, durant les relacions sexuals, la part baixa de l'abdomen i a la part baixa de l'esquena.
La salpingitis pot ser aguda, crònica o subclínica.

## Causes
La infecció sol tenir el seu origen a la vagina i des d'allà ascendeix a les trompes de Fal·lopi. Com que la infecció es pot estendre a través dels vasos limfàtics, la infecció d'una trompa de Fal·lopi normalment condueix a la infecció de l'altra.

## Diagnòstic
La salpingitis es pot diagnosticar mitjançant un examen pelvià, anàlisis de sang i proves d'imatge (ecografia, TAC).